# Leonel Pegado
Leonel Pegado, de son nom complet Leonel Vasco Oliveira Pegado, est un footballeur portugais né le 26 janvier 1931 au Mozambique portugais et mort le 11 juillet 2010. Il évoluait au poste de milieu de terrain.

## Biographie
Leonel Pegado joue avec le Benfica Lisbonne dans les années 1950,.
Avec le club benfiquista, il est sacré Champion du Portugal en 1955 et 1957. Il réalise même le doublé Championnat /Coupe du Portugal en 1957 : il est un acteur majeur lors de cette saison, jouant 24 matchs. 
Il dispute notamment deux rencontres de Coupe des clubs champions lors de la saison 1957-1958 lors du premier tour contre le FC Séville.

## Palmarès
Benfica Lisbonne
- Championnat du Portugal (2) :
  - Champion : 1954-55 et 1956-57.

- Coupe du Portugal (1) :
  - Vainqueur : 1956-57.
  - Finaliste : 1957-58.